# Caso Corpesca
El caso Corpesca se refiere a una investigación y causa penal en Chile que gira en torno a pagos ilícitos realizados por la empresa pesquera industrial Corpesca a al menos dos políticos, Jaime Orpis (UDI) y Felipe Harboe (PPD). El objetivo de estos pagos era influir en las votaciones relativas a la ley de pesca conocida como ley Longueira. El caso se centra principalmente en la influencia ejercida durante la distribución de cuotas de pesca en virtud de la ley Longueira.
En Chile, un pequeño número de empresas pesqueras industriales poseen las mayores cuotas para pescar especies específicas como Merluccius australis, jurel chileno y anchovetas. El caso Corpesca investiga específicamente los pagos realizados para manipular el proceso de toma de decisiones en la asignación de cuotas bajo la Ley Longueira.
Corpesca es propiedad predominante (77%) del Grupo Angelini, y ha estado implicada en el escándalo por acusaciones de soborno. La empresa está acusada de realizar pagos ilícitos, facilitados mediante la presentación de facturas falsificadas a las autoridades fiscales. En Chile, las empresas tienen la capacidad de generar sus facturas directamente a través del sitio web del servicio tributario.
Uno de los políticos implicados en el caso es Jaime Orpis, del partido UDI. Se le acusa de aceptar sobornos por 230 millones de pesos chilenos de parte de Corpesca. Orpis enfrenta una denuncia penal por soborno, ya que se cree que recibió los fondos a cambio de un voto favorable a la nueva ley de pesca, que otorgaba cuotas de pesca.
El diputado Hugo Gutiérrez del partido PC también presentó cargos de soborno contra el senador Antonio Horvath, político independiente. Además, Gutiérrez ha presentado cargos contra todos los miembros del Comité de Pesca del Senado que fueron responsables de supervisar la aprobación de la ley de pesca de Longueira. Estos individuos incluyen a Fulvio Rossi, Carlos Bianchi, Alejandro García-Huidobro y Hosaín Sabag. 